# 鲁班暗沙
鲁班暗沙位于南中国海中沙群岛西北部，西与美滨暗沙相距0.7海里，东与中北暗沙相距2.7海里。整个暗沙全部在海面以下，最浅处水深约14米，等深线20米以上面积约4平方公里。1947年和1983年公布名称均为“鲁班暗沙”。